# Sport Club Santa Cruz
Sport Club Santa Cruz  é um clube brasileiro de futebol, da cidade de Santa Cruz, no estado do Rio Grande do Norte. Foi fundado no dia 30 de novembro de 2003. Suas cores são verde, vermelho e branco.

## História

### O Começo
Com a inauguração do estádio Iberê Ferreira de Souza (Iberezão), que aconteceu no dia 1º de novembro de 2003, veio a ideia de montar um time profissional de futebol em Santa Cruz, que pudesse representar a cidade nas competições estaduais.  A primeira pessoa a alimentar esse sonho foi o funcionário público e desportista João Cavalcanti de Albuquerque Filho(Joãozinho), que compartilhou o seu sonho com o amigo e também desportista Willians Ribeiro, que prontamente se colocou a disposição para seguir em frente com o projeto. Joãozinho conseguiu mobilizar outros desportistas, que até então só tinham tido experiência com o futebol amador(Jackson Jaedyson, Ernesto Luiz e outros), e também assegurou o apoio ao seu projeto da prefeitura municipal da cidade que tinha a frente o então prefeito Luiz Antonio Lourenço de Farias(Tomba), que seria escolhido posteriormente  presidente de honra do clube. Depois de toda a mobilização e algumas reuniões não demorou muito para a criação oficialmente do Sport Club Santa Cruz, que aconteceu no dia 30 de novembro de 2003.[carece de fontes?]
O primeiro passo, ainda como um time amador, foi observar os campeonatos da região para avaliar os jogadores que poderiam ser aproveitados pelo Santa Cruz. O grupo de jogadores que era comandado por Ernesto Luiz(primeiro técnico), foi se formando e o time realizava suas primeiras partidas amistosas. O primeiro confronto contra um adversário da 1ª divisão do estado aconteceu em janeiro de 2004, num amistoso realizado no estádio Coronel José Bezerra (Currais Novos), contra o Potiguar daquela cidade, o placar terminou em 2 a 1 para os anfitriões.[carece de fontes?]

### Profissionalização
Só em abril de 2004 o time amador se transformou em um clube de futebol profissional, cujo primeiro presidente foi João Cavalcanti e o vice Ernesto Luiz, o objetivo era disputar no segundo semestre de 2004, a primeira edição do Campeonato Estadual da 2ª divisão que seria promovida pela Federação Norte-riograndense de Futebol.[carece de fontes?]

### Primeira Conquista
Para a primeira competição que o Santa Cruz disputaria como profissional, o Estadual da 2ª divisão a diretoria do clube trouxe jogadores experientes que foram mesclados com alguns garotos da região; O treinador foi o ex-jogador José Soares, que comandou o time na campanha brilhante em que o Santa Cruz ficou com o título do campeonato e consequentemente o direito de participar no ano seguinte do Campeonato Estadual da 1ª divisão. Naquele momento o Santa Cruz já era conhecido em todo o estado e já tinha uma torcida apaixonada, que nas partidas do Iberezão sempre esteve ao lado do time.[carece de fontes?]

### O Licenciamento e a volta
No ano de 2016 antes do  início do Campeonato Potiguar a diretoria do Sport Club Santa Cruz entregou a FNF o licenciamento da equipe.
No ano de 2024 com o apoio de empresários, o clube anunciou o retorno das atividades. O time afirma que em 2024 o foco vai ser na base do clube e a promessa é que em 2025 dispute a Segunda Divisão do Campeonato Potiguar de forma profissional.

## Títulos
| Estaduais | Estaduais                        | Estaduais | Estaduais  |
|           | Competição                       | Títulos   | Temporadas |
| --------- | -------------------------------- | --------- | ---------- |
|           | Copa Cidade de Natal             | 1         | 2011       |
|           | Campeonato Potiguar - 2ª Divisão | 1         | 2004       |

### Campanhas de destaque
- Vice-campeão do Campeonato Potiguar: 2011.
- Vice-campeão do Torneio Início: 2005.
- Vice-campeão da Copa RN: 2008 e 2009

## Participações

### Temporadas
Legenda:
| Campeão Vice-campeão | Rebaixamento Acesso |

## Ranking da CBF
Ranking atualizado em dezembro de 2014
- Posição: 121º
- Pontuação: 366 pontos[7]

Ranking criado pela Confederação Brasileira de Futebol para pontuar todos os clubes do Brasil.